# Prise de Barranquilla
Guerre civile colombienne (1885)
En février 1885, au cours de la guerre civile colombienne de 1885 qui a opposé les conservateurs aux libéraux, la ville de Barranquilla est prise par le libéral Ricardo Gaitán Obeso.

## Contexte
En 1885, après les élections frauduleuses qui opposent Eustorgio Salgar et Francisco Ordóñez dans l'État souverain de Santander, les libéraux radicaux entament une révolte qui se répand bientôt dans tout le pays et déclenchent une guerre civile dans le but de renverser Rafael Núñez (à l'époque président des États-Unis de Colombie). Au début du mois de janvier 1885, le général libéral Ricardo Gaitán Obeso lance un appel au respect de la cause radicale et forme un mouvement rebelle dans le Cundinamarca.

## Faits
À la tête d'un groupe allant, selon les chroniqueurs de l'époque, d'une centaine à 175 rebelles, Ricardo Gaitán Obeso continue sa campagne militaire le long du río Magdalena et entre dans Barranquilla le 6 février 1885 sans réelle opposition, en lançant la rumeur comme quoi Núñez a été fait prisonnier. Il s'agit d'une prise stratégique afin d'assurer le contrôle du port de Barranquilla et de préparer l'invasion de la forteresse militaire de Carthagène des Indes. Dès lors, la province de Barranquilla est gouvernée par un régime militaire et Gaitán Obeso, via un décret, ne reconnaît pas l'autorité de Rafael Núñez en tant que président de la République. Le général Carlos Vicente Urueta est alors envoyé à Barranquilla, à la tête d'une armée officielle organisée depuis Carthagène des Indes, afin de reconquérir la ville. Lors d'un combat mené le 11 février dans la cité, les troupes gouvernementales sont défaites par les généraux Nicolás Jimeno Collante et Ramón Collante qui soutiennent Ricardo Gaitán Obeso.